# Stenothoe sivertseni
Stenothoe sivertseni is een vlokreeftensoort uit de familie van de Stenothoidae. De wetenschappelijke naam van de soort is voor het eerst geldig gepubliceerd in 1949 door Stephensen.